# 常州現代傳媒中心
常州現代傳媒中心是一棟位於中華人民共和國江蘇省常州的超高層摩天大樓，由上海建築設計研究院有限公司設計。

## 历史
大樓於2009年開始興建，2013年完工，建築高度含尖頂為332公尺（1,089英尺），共上57層。